# Popstar (película)
Popstar es una película que cuenta con el cantante adolescente Aaron Carter en su primer papel protagonista en un largometraje. La película directa a video fue dirigido por Richard Gabai y escrito por Timothy Barton, la película fue estrenada el 8 de noviembre de 2005. El estreno tuvo lugar en The Woodlands, Texas. Fue filmada en Calabasas, California, en el colegio CaStelle Middle School.

## Argumento
Jane Brighton (Alana Austin) es un genio de las matemáticas en su último año de instituto obsesionada con
JD McQueen (Aaron Carter), una sensación de la música adolescente cuyos padres lo han mandado por primera vez a un instituto público para mejorar sus calificaciones en declive. JD corre el riesgo de perder una gira de verano, lo que podría arruinar su carrera musical. Para obtener ayuda con las matemáticas, se hace amigo de Jane y, a la vez que ella va perdiendo su timidez y él mejora en las matemáticas, su relación se va haciendo más especial hasta que un error de JD la hace peligrar.
Ha sido la mejor película votada por las personas.

## Las similitudes entre la película y la vida real
Popstar inspira en gran medida de la vida real de Carter. Tanto Carter y JD nacieron el 7 de diciembre, y ambos habían sido sacados de las escuelas públicas a causa de sus carreras. J.D. y Carter ambos tienen padres divorciados. Ambos se ponen nerviosos antes de los conciertos. JD canta "Saturday Night", una canción que fue de Carter, de hecho, la promoción en su gira de verano de 2005 antes de la película fue puesto en libertad. Los fanes reconocerán muchas de publicidad de Carter / fotos revista que decorar la habitación de Brighton.

## Reparto
- Aaron Carter como J.D. McQueen.
- Alana Austin como Jane Brighton.
- David Cassidy como Grant.
- Kimberly Kevon Williams como Abby Banks.
- Adrianne Palicki como Whitney Addison.
- Mary Elise Hayden como Bobette.
- Deena Dill como Faith Brighton.
- Andrew Stevens como Profesor Brighton.
- Natalia Livingston como Mary Brighton.
- Leif Garrett como Conserge.
- Tracy Scoggins como Judy McQueen.
- Vanessa Angel como Diane.
- Rachel Thorp como Samantha Brighton.
- Rick Thomas como Señor Overton.

## Curiosidades
Los exídolos adolescentes David Cassidy y Leif Garrett aparecen en papeles secundarios como gerente de JD y un portero filosófica. Otros actores famosos que aparecen en la película son Andrew Stevens, Tracy Scoggins, Natalia Livingston (Hospital General), Tom Bosley (Días felices) y Stella Stevens (La aventura del Poseidón). Antigua Backstreet Boys y NSync gerente, Lou Pearlman aparece en un cameo sin acreditar en la final de la película.

## Soundtrack
La estrella del pop 'banda sonora' se publicó 18 de octubre de 2005, y cuenta con Carter en "Saturday Night" (en vivo), "Enuff Of Me", "I Want Candy" (en vivo), "One Better" ( vivos), y "¿Te acuerdas" (en vivo).